# Mozart: F-dúr menüett billentyűs hangszerre
Az F-dúr menüett egy billentyűs hangszerre írt mű, Köchel-jegyzékszáma 1d, Wolfgang Amadeus Mozart Salzburgban, 1761. december 16-án keletkezett műve. Ez a mű is a Nanerl Zenéskönyve c. kis füzetecskékben talált darabok egyike. Igen rövid művel állunk szembe (összesen 30 másodperc), a kis Wolfgang életkorából következően pedig a művet apja, Leopold Mozart írta le.

## Jellemzői
A mű általában csembalón szólal meg, mivel Mozart abban az időben billentyűs hangszer néven ilyet használhatott. Ez az első menüett formájú műve, ezért a szabályoknak megfelelően 3/4-es ütemmutatót használ. A mű akár egy késő barokk kompozíció is lehetne; például Johann Sebastian Bach hatása kiválóan kimutatható.
Általában az összes frázis akkorddal indul, ezt mindig triola vagy tört akkord követi.